# Vitória Futebol Clube 2017-2018
Questa voce raccoglie le informazioni riguardanti il Vitória Futebol Clube nelle competizioni ufficiali della stagione 2017-2018.

## Rosa
| N. |                          | Ruolo | Calciatore        |
| -- | ------------------------ | ----- | ----------------- |
| 1  | Portogallo (bandiera)    | P     | Cristiano         |
| 2  | Portogallo (bandiera)    | D     | Pedro Pinto       |
| 6  | Portogallo (bandiera)    | C     | Tomás Podstawski  |
| 7  | RD del Congo (bandiera)  | C     | Arnold Issoko     |
| 8  | Brasile (bandiera)       | C     | Nenê Bonilha      |
| 9  | Portogallo (bandiera)    | A     | Gonçalo Paciência |
| 10 | Portogallo (bandiera)    | A     | João Teixeira     |
| 11 | Portogallo (bandiera)    | A     | Costinha          |
| 12 | Portogallo (bandiera)    | P     | Miguel Lázaro     |
| 13 | Guinea-Bissau (bandiera) | D     | Vasco Fernandes   |
| 14 | Portogallo (bandiera)    | D     | Pedro Pinto       |
| 16 | Portogallo (bandiera)    | D     | André Sousa       |
| 17 | Brasile (bandiera)       | A     | Thiago Santana    |
| 20 | Portogallo (bandiera)    | A     | Yannick Djaló     |

| N. |                       | Ruolo | Calciatore       |
| -- | --------------------- | ----- | ---------------- |
| 21 | Portogallo (bandiera) | D     | Nuno Pinto       |
| 22 | Portogallo (bandiera) | D     | Nuno Reis        |
| 23 | Portogallo (bandiera) | A     | Vasco Costa      |
| 24 | Portogallo (bandiera) | C     | João Amaral      |
| 25 | Brasile (bandiera)    | P     | Diego            |
| 27 | Portogallo (bandiera) | C     | André Pedrosa    |
| 28 | Brasile (bandiera)    | C     | Willyan          |
| 29 | Portogallo (bandiera) | C     | José Semedo      |
| 33 | Brasile (bandiera)    | P     | Allef            |
| 36 | Portogallo (bandiera) | A     | Edinho           |
| 42 | Portogallo (bandiera) | D     | Luís Felipe      |
| 44 | Portogallo (bandiera) | D     | Bernardo Morgado |
| 88 | Portogallo (bandiera) | P     | Pedro Trigueira  |
| 91 | Portogallo (bandiera) | D     | Patrick          |